# Front commun intersyndical de 1972
Le Front commun intersyndical de 1972, communément appelé le Front commun de 1972, désigne le regroupement de trois centrales syndicales québécoises (CSN, FTQ et CSQ) dans le contexte de la troisième ronde de négociation (1971-1975) pour le renouvellement des conventions collectives des employés des secteurs public et parapublic du Québec. Par extension, l'expression désigne aussi l'action de ce regroupement et les événements qui y sont associés, notamment: la grève générale illimitée déclenchée le 11 avril 1972, la loi spéciale du 21 avril décrétant le retour forcé au travail et l'emprisonnement des trois dirigeants du Front commun, Marcel Pepin (CSN), Louis Laberge (FTQ) et Yvon Charbonneau (CEQ).

## Contexte
Le Front commun émerge dans le contexte de la Révolution tranquille (1960-1968)  et au sein du turbulent climat sociopolitique ayant caractérisé les années 1960 et 1970. Bien que les mesures progressistes du gouvernement provincial de Jean Lesage (accord de droits de grève dans la fonction publique, assurance-hospitalisation, nationalisation d'entreprises, etc.) et son ouverture au syndicalisme (reconnaissance d'un rôle consultatif notamment) soient vues d'un bon œil par les syndicats, le réformisme gouvernemental « de rattrapage » ne suffit bientôt plus à contenir les aspirations radicales d'une partie du milieu syndical. Alors que la classe politique, que ce soit sous Daniel Johnson père (1966-1968), Jean-Jacques Bertrand (1968-1970) ou Robert Bourassa (1970-1976), est engagée dans des changements d'ordre institutionnel, certains syndicalistes souhaitent aller plus loin, revendiquant une profonde refonte des fondements mêmes de la société capitaliste.
Cette radicalisation des revendications syndicales est observable à la Confédération des syndicats nationaux (CSN) à la fin des années 1960, alors que la centrale investit massivement le secteur public (en expansion pendant la Révolution tranquille) et adopte le socialisme comme modèle idéologique. Le « syndicalisme de combat » au sein des entreprises et la promotion du nationalisme québécois sont deux des principaux axes au sein desquels s'articule le militantisme de la CSN au tournant des années 1970. Les manifestes Il n'y à plus d'avenir pour le Québec dans le système écononomique actuel (septembre 1971) et Ne comptons que sur nos propres moyens (octobre 1971) sont représentatifs des vives critiques du capitalisme qui émergent de la centrale à l'époque.
Au début des années 1970, cette réorientation idéologique est également constatable à la Fédération des travailleurs du Québec (FTQ), traditionnellement sociale-démocrate. Moins radicale que la CSN de par sa « vision économiste du développement social » s'appuyant sur l'amélioration du niveau de vie des travailleurs au sein du système capitaliste, la FTQ émet de virulentes critiques à l'endroit du système économique à la suite des répressions de la Crise d'octobre 1970 et la grève au journal La Presse en 1971 . Dans son manifeste L'État, rouage de notre exploitation (1971), le changement de cap de la FTQ se dévoile sous la forme d'une critique radicale de l’interventionnisme gouvernemental: plutôt que d'y voir la marque d'un progrès pouvant éventuellement mener au socialisme, on y voit la protection des structures capitalistes, par l'État, contre des changements plus profonds.
En matière de critiques radicales du système, la Corporation des enseignants du Québec (CEQ) ne fait pas non plus figure d'exception à l'époque. Engagée dans un processus de déconfessionnalisation et mettant sur pied des comités d'éducation et d'action politique à la fin des années 1960, la CEQ se montre très critique des structures capitalistes au début des années 1970. Dans les documents produits par la centrale, les conflits sociaux sont analysés sous la perspective marxiste, soulignant la lutte des classes, critiquant la concentration du capital aux mains de la bourgeoisie et dénonçant ce qu'on considère comme l'utilisation, par les élites, du système scolaire au service de l'idéologie capitaliste et des rapports d'exploitation (voir, par exemple, le manifeste L'école au service de la classe dominante, 1972). À la suite de son congrès de 1972, la CEQ décide également de mettre fin à son rôle consultatif auprès des organismes gouvernementaux, des commissions scolaires et des écoles afin de ne pas légitimer ce qu'elle considère comme étant un « régime essentiellement répressif et réactionnaire ».

## Déroulement

### Naissance du Front commun
C'est donc dans un contexte de radicalisation des trois grandes centrales syndicales et d'opposition à la nature même du rôle de l'État que se met en branle le Front commun de 1972. Plus concrètement, cette union de la CSN, la FTQ et la CEQ naît des négociations pour le renouvellement des conventions collectives des employés des secteurs public et parapublic du Québec. Depuis 1966 et l'élection de l'Union nationale à la tête de la province, les mesures gouvernementales concernant ces secteurs ne satisfont pas le milieu syndical. Sous les premiers ministres Daniel Johnson (père) et Jean-Jacques Bertrand, l'État québécois limite l'autonomie des commissions scolaires et des corporations hospitalières, enlève le droit de grève aux enseignants en février 1967 (loi 25) et crée une politique salariale pour l'ensemble des secteurs publics et parapublics en 1968. Cette politique salariale a 4 principaux objectifs: déterminer des augmentations salariales communes, éliminer les disparités régionales, mettre en place une politique « à travail égal, salaire égal » (indépendamment de facteurs comme le sexe) et aligner les salaires du secteur public sur ceux du privé.
Ce dernier point n'est pas en phase avec les revendications des centrales syndicales, qui estiment plutôt que les rémunérations du secteur public devraient tirer vers le haut l'ensemble des salaires des travailleurs québécois: deux rondes de négociations ne suffisent pas à convaincre le gouvernement de l'Union nationale sur ce point. Le gouvernement de Robert Bourassa, accédant au pouvoir le 12 mai 1970, reprend l'essentiel des politiques salariales de ses prédécesseurs. Une troisième ronde de négociation est donc engagée entre les syndicats et le gouvernement provincial à ce sujet dès mars 1971, sans succès. Face à l'intransigeance des positions gouvernementales, les trois grandes centrales syndicales et leurs 200 000 syndiqués décident de former un front commun en janvier 1972, à l'invitation de Marcel Pépin (CSN), afin d'augmenter leur rapport de force dans le processus de négociation avec l'État.
Le Front commun est composé de deux principaux organismes: le Comité exécutif de coordination du Front commun (aussi appelé « Comité des Six » puis « Comité des Neuf ») et le Conseil de coordination du Front commun. Le Comité exécutif est composé des présidents des trois centrales syndicales (Marcel Pepin de la CSN, Louis Laberge de la FTQ et Yvon Charbonneau de la CEQ) ainsi que de leurs adjoints. Alors qu'il ne devait avoir qu'un rôle de coordination, cet organisme bénéficie d'un pouvoir beaucoup plus important que ceux d'un comité exécutif classique. Le second organisme, le Conseil de coordination, est essentiellement composé du Comité de liaison de la CSN, d'une délégation de la Commission de négociation de la CEQ et du Conseil d'orientation de la FTQ. Les décisions de ces deux organes du Front commun sont prises seulement lorsqu'il y a unanimité entre les trois centrales syndicales.

### Grèves du 28 mars et du 11 avril

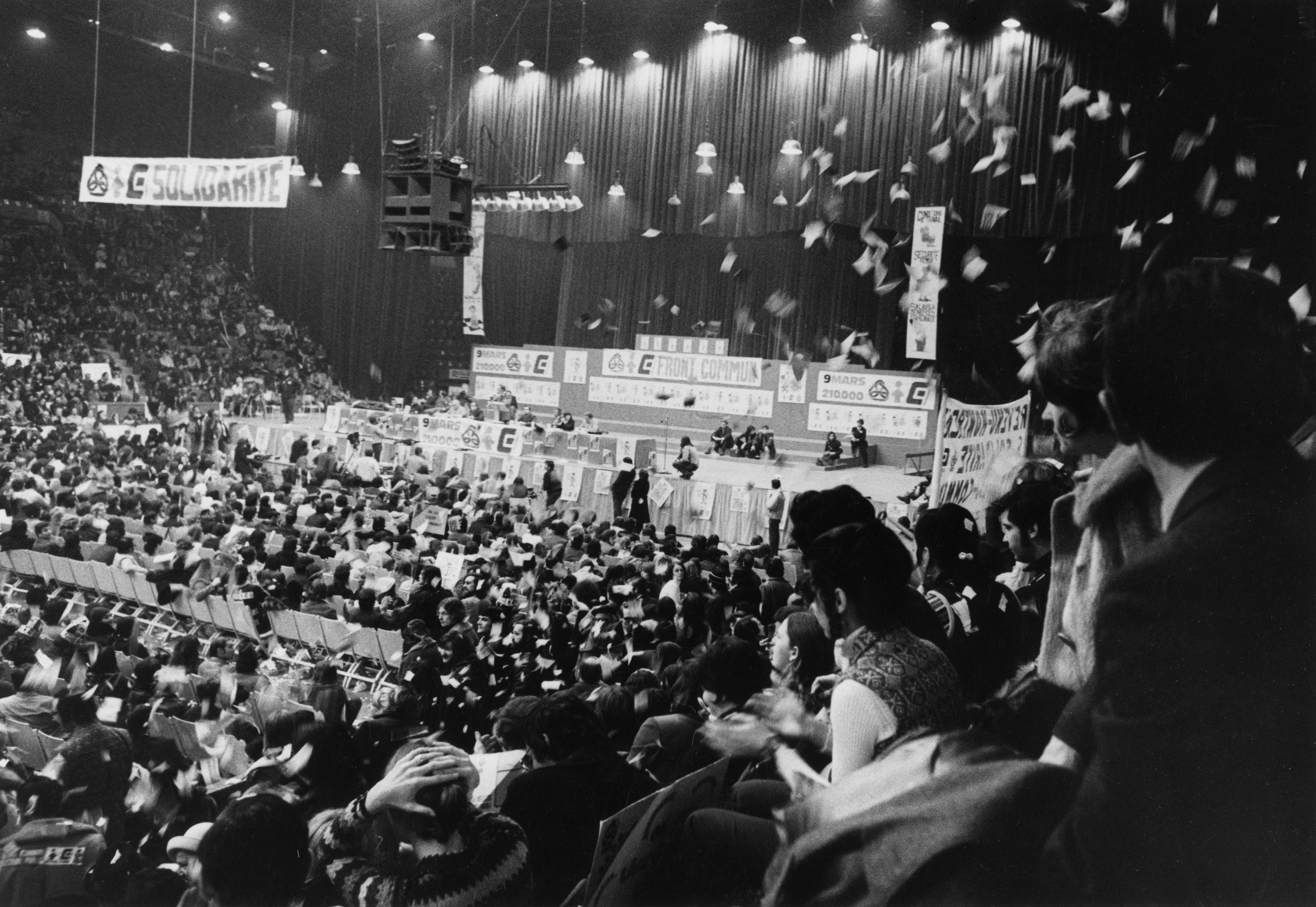
Rassemblement du Front commun au Forum de Montréal le 7 mars 1972. C'est lors de cet événement qu'aura lieu le vote ayant mené à la grève du 28 mars puis à la grève générale illimitée.

Les discussions entre le Front commun et le gouvernement du Québec sont qualifiées de « dialogues de sourds ». D'un côté, le gouvernement est intransigeant dans son refus d'accorder un salaire minimum hebdomadaire de 100 dollars canadiens ($) aux employés du secteur public (la principale revendication du Front commun). De l'autre, les syndicats refusent les propositions de l'État, revendiquant avant tout une table centrale de négociation (le gouvernement préférait plutôt faire ses offres aux différentes tables sectorielles). Face à la stagnation du processus de négociation, un arrêt de travail est voté par référendum auprès des membres des trois grandes centrales le 9 mars 1972, accordant aux dirigeants syndicaux le droit de mettre en branle une grève générale illimitée au moment jugé opportun. Aux lendemains du vote, le gouvernement s'active afin de tenter de limiter les dégâts et le Ministre de la fonction publique, Jean-Paul L'Allier, accepte finalement la table centrale lors d'une rencontre avec les représentants du Front commun le 13 mars. Quatre principaux sujets doivent être débattus autour de la table centrale: les salaires, la sécurité d'emploi, l'assurance-salaire et le régime de retraite. Alors que les discussions se concentrent sur les deux premiers enjeux, elles n'aboutissent à rien et la situation se retrouve de nouveau dans l'impasse.
La CSN, la FTQ et la CEQ ne s'entendent pas immédiatement quant à la stratégie à adopter pour la suite des choses. La CEQ, craignant que l'arrivée des vacances d'été n'essouffle la mobilisation des enseignants, préconise le déclenchement d'une grève générale illimitée le plus rapidement possible. Au contraire, la CSN ne se sent pas pressée par le temps ou l'arrivée de la saison estivale (la majorité de ses membres travaillent l'été) et prône une escalade graduelle des moyens de pression afin d'éventuellement déboucher sur une grève générale illimitée. La FTQ, quant à elle, recommande le déclenchement d'une grève de 24 heures suivie de grèves générales régionales puis, finalement, une grève générale illimitée. Le Comité exécutif du Front, mandaté par le Conseil de coordination, adoptera un plan d'action proche de cette dernière proposition: le déclenchement d'une ou de plusieurs grèves d'une journée puis le déclenchement d'une grève générale illimitée.
La première grève est prévue pour la journée du 17 mars 1972 mais doit être reportée au 24 du même mois après qu'un représentant syndical de la FTQ n'en révèle accidentellement la date lors d'un discours à Chicoutimi. Après avoir été reporté une seconde fois le 24 mars en raison d'une importante tempête de neige, le débrayage est finalement prévu pour le 28 mars 1972. La veille, le gouvernement offre des concessions aux centrales syndicales, notamment en ce qui a trait aux fonctionnaires les moins bien payés, sans succès. La grève d'une journée est donc déclenchée.
En réaction, le gouvernement met en place des injonctions pour interdire le débrayage aux employés d'Hydro-Québec ainsi qu'aux employés d'une soixantaine d'établissements hospitaliers. Alors que seul le comité de négociation des syndicats d'Hydro-Québec prend ses distances avec le Front commun en demandant à ses membres de respecter les injonctions, les travailleurs des autres secteurs dressent des lignes de piquetage devant les édifices de la société d'État. Face au succès de la grève, les négociations reprennent à la table centrale. Les syndicats acceptent de réduire à 7% leur demande d'augmentation salariale annuelle et proposent le 100$ hebdomadaire seulement à la troisième année de contrat. De son côté, le gouvernement débloque 11 millions de dollars additionnels pour les employés ayant des bas salaires, à condition que ces derniers augmentent leur nombre d'heures de travail hebdomadaires d'environ 2 heures. Les syndicats sont insatisfaits des offres gouvernementales et rejettent les propositions des négociateurs de l'État.

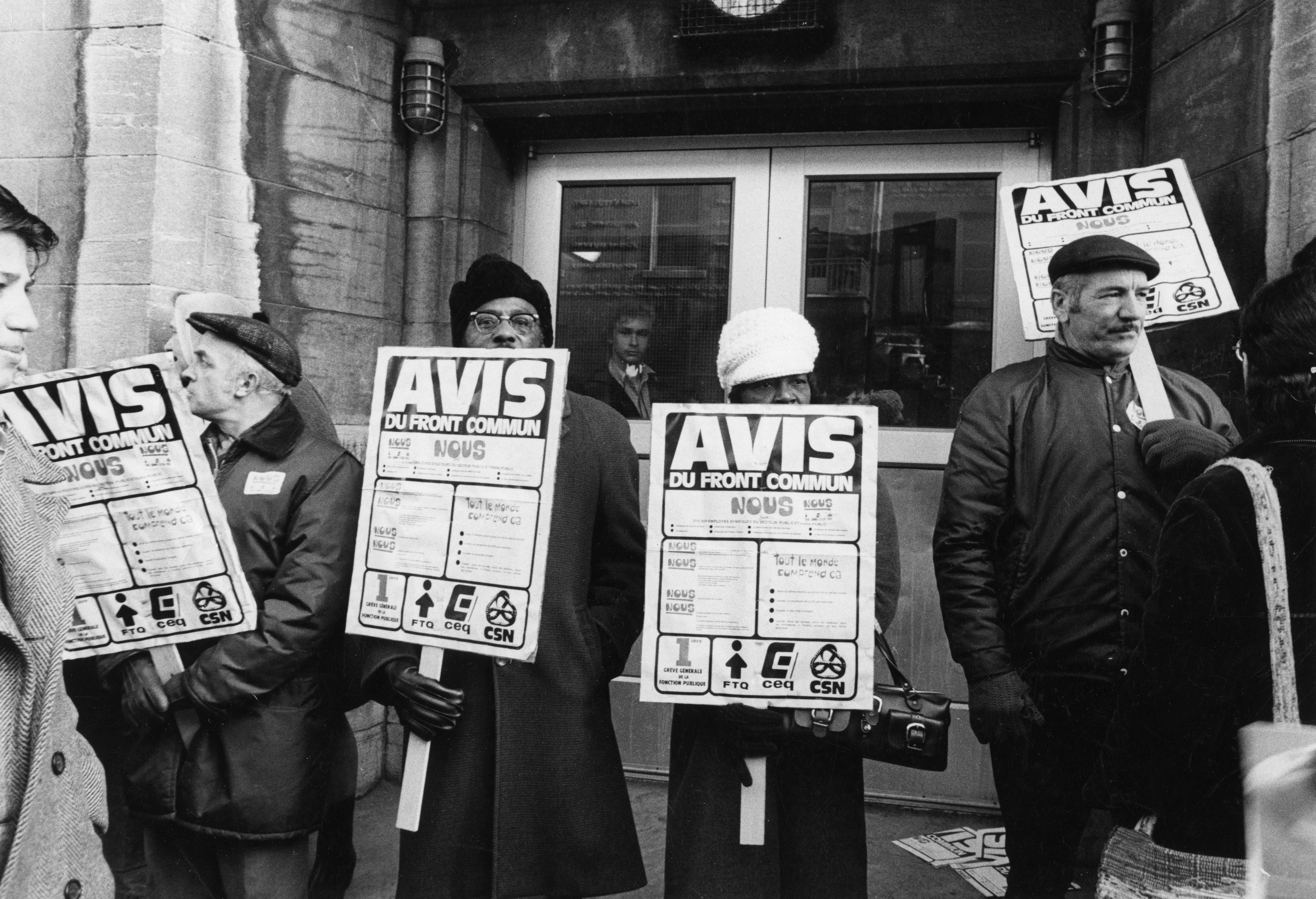
Piquetage du Front commun, le 11 avril 1972.

Les négociations du Front commun et la grève du 28 mars n'ayant pas suffi à faire plier le gouvernement, les trois grandes centrales syndicales décrètent une grève générale illimitée le 11 avril 1972. Par mesure préventive, avant le début du débrayage, le gouvernement de Robert Bourassa met en place plusieurs injonctions limitant le droit de grève de 15 000 employés de l'État, essentiellement issus du milieu hospitalier. Malgré les conséquences légales encourues (amendes ou encore peines de prison), les syndicats défient les injonctions gouvernementales par souci de préserver le droit de grève du secteur public. En dépit de nombreux piquetages, seuls 21 des 71 hôpitaux concernés par les mesures gouvernementales doivent être investis par la police afin de s'assurer qu'ils offrent les services essentiels, le reste des travailleurs décidant de retourner au travail. Les employés d'Hydro-Québec, après délibérations, décident également de se dissocier du Front commun en mettant fin au débrayage. Plusieurs d'entre eux, au même titre que les enseignants membres de l'Alliance des professeurs, se voient toutefois contraints de ne pas travailler par les lignes de piquetage dressés par les employés des autres secteurs.
Le 18 avril 1972, soit une semaine après le début de la grève générale illimitée, le gouvernement du Québec propose une nouvelle offre au Front commun: une somme supplémentaire de 21 millions de dollars pour les travailleurs les moins bien rémunérés ainsi que des indemnités de licenciement pour les professeurs qui perdent leur emploi. L'estimant insuffisante, les centrales syndicales refusent cette nouvelle offre, précipitant le conflit vers la loi spéciale du 21 avril 1972.

### Bill 19et emprisonnement des chefs syndicaux
Dix jours après le déclenchement de la grève générale illimitée, le gouvernement du Québec promulgue une loi forçant un retour au travail: le Bill 19 du 21 avril 1972. Les principaux éléments de cette loi spéciale peuvent se résumer ainsi: l'obligation pour les travailleurs de cesser la grève le 23 avril à minuit, la convocation de la Commission parlementaire de la fonction publique, la possibilité pour le gouvernement de fixer les conditions de travail par décret si aucune entente n'est trouvée avant le 1er juin et la mise en place de sévères amendes pour les travailleurs et les organisations qui ne respecteraient pas la loi. Le Conseil de coordination du Front commun se réunit le jour du dépôt du projet de loi et, sous l'initiative du Comité exécutif, décide de ne pas respecter le projet de loi 19 et organise un référendum auprès des membres des trois grandes centrales syndicales afin d'avoir leur avis sur le sujet. Le soir même, le 21 avril, le vote est clair: les membres des trois grandes organisations soutiennent le non-respect du projet de loi spéciale. Toutefois, vu le faible taux de participation au référendum (il n'y a eu qu'une journée pour l'organiser), les risques légaux encourus et le peu de temps disponible pour organiser la mobilisation, le Conseil de coordination du Front commun vote à la quasi-unanimité le respect du Bill 19.
Au même moment, les tribunaux mettent en branle une poursuite contre les trois chefs syndicaux, Marcel Pepin (CSN), Louis Laberge (FTQ) et Yvon Charbonneau (CEQ). On leur reproche d'avoir poussé à la désobéissance civile en recommandant de ne pas respecter les injonctions. Le 4 mai 1972, les présidents des trois grandes centrales comparaissent à Québec. Puisque le juge tarde à arriver, ils sont jugés in absentia. Le 8 mai, la sentence tombe: Pepin, Laberge et Charbonneau sont tous les trois condamnés à un an de prison. Le lendemain, accompagnés de soutiens syndicaux, ils se rendent aux autorités judiciaires après une marche fortement médiatisée jusqu'au palais de justice de Québec.

### Réactions syndicales, ententes et décret
La sentence, qui étonne le milieu syndical de par sa sévérité, a pour effet de galvaniser les militants et de provoquer une série d'actions qui relanceront momentanément la contestation à l'encontre du gouvernement de Robert Bourassa. Un grand nombre d'usines et d'établissements se mettent en grève entre le 11 et le 14 mai, à la surprise des grandes centrales syndicales qui reçoivent des télégrammes leur dressant un portrait de l'ampleur du mouvement. Ces dernières décident d'appuyer la vague de contestation spontanée, mobilisant notamment les stations de radio pour faire des comptes-rendus des débrayages mis en branle à travers le Québec. Des employés du Journal de Montréal, du gouvernement fédéral, de plusieurs établissements scolaires ou encore des ports de Montréal, Québec et Trois-Rivières se mettent en grève, paralysant une partie de la province. Des groupes de citoyens se montrent également solidaires du mouvement, formant des assemblées publiques, occupant des établissements municipaux et mettant en place des lignes de piquetage. À Sept-Îles, la mobilisation est particulièrement importante, une grève générale paralysant la ville de la Côte-Nord.
À la prison d'Orsainville (Québec), où les trois chefs syndicaux sont détenus, la mobilisation est également importante. Les sept vice-présidents de la FTQ et son secrétaire général ainsi que les dix membres de l'exécutif de la CEQ demandent au gouvernement d'aller au bout de sa logique en les emprisonnant aussi. De plus, 34 personnes ayant été accusées d'avoir défié les injonctions, accompagnées de plus de 1 000 sympathisants, se rendent à Orsainville pour demander la même chose. Des milliers d'enseignants manifestent également leur soutien à Pepin, Laberge et Charbonneau en organisant devant l'établissement un grand rassemblement que l'on surnomme l'« Opération Woodstock ». Bien que l'ampleur du mouvement soit impressionnante, Jean Boivin, professeur adjoint au Département des relations industrielles de l'Université Laval, estime qu'il ne faut pas non-plus surestimer son envergure: le 16 mai, la plupart des grévistes sont de retour au travail.
Cette fin des débrayages après seulement une semaine de grève est notamment due à la position des trois grandes centrales syndicales, qui estiment qu'un arrêt des grèves peut favoriser une reprise des négociations avec le gouvernement. Malgré la confiance des centrales en l'atteinte d'une entente commune, l'été et l'automne 1972 marqueront ultimement la désintégration du Front commun. La dissidence et les mésententes internes quant à l'avenir du mouvement se font de plus en plus sentir, au point où l'union syndicale se fracture: alors que les syndicats d'Hydro-Québec avaient rompu les rangs dès le 12 avril, des dissidents de la CSN expulsés[réf. souhaitée] le 28 mai forment la Centrale des syndicats démocratique (CSD) le 8 juin et le Syndicat de la fonction publique et parapublique du Québec (SFPQ) se désaffilie de la CSN au cours de l'été. Bien que les négociations entre le Front commun et le gouvernement du Québec à la table centrale progressent quelque peu à la fin de la saison estivale, les différents secteurs syndicaux ne s'entendent pas et aucune entente commune n'aboutit. Surviennent à la place une série d'ententes sectorielles à l'automne: les employés d'hôpitaux signent le 16 octobre, les fonctionnaires de la fonction publique s'entendent avec le gouvernement le 24, les travailleurs de la Société des alcools du Québec (SAQ) signent le 27 et les enseignants sont l'objet d'un décret gouvernemental en décembre qui fixe leur convention collective jusqu'à la prochaine négociation.